# Vrančice
Vrančice är en ort i Tjeckien.   Den ligger i regionen Mellersta Böhmen, i den centrala delen av landet, 60 km sydväst om huvudstaden Prag. Vrančice ligger 538 meter över havet och antalet invånare är 136.
Terrängen runt Vrančice är platt åt nordväst, men åt sydost är den kuperad. Runt Vrančice är det ganska glesbefolkat, med 42 invånare per kvadratkilometer. Närmaste större samhälle är Příbram, 9,1 km norr om Vrančice. Trakten runt Vrančice består till största delen av jordbruksmark.